# یواس‌اس اگلت (اس‌پی-۹۰۹)
یواس‌اس اگلت (اس‌پی-۹۰۹) (به انگلیسی: USS Eaglet (SP-909)) یک کشتی بود که طول آن ۸۷ فوت ۹ اینچ (۲۶٫۷۵ متر) بود. این کشتی در سال ۱۹۰۹ ساخته شد.